# فيليب واروينج
فيليب واروينج (بالإنجليزية: Philip Waruinge) (مواليد 3 فبراير 1945) هو ملاكم كيني، مثّل بلاده في الألعاب الأولمبية الصيفية في دورات 1964 و1968 و1972.

## روابط خارجية
- فيليب واروينج على موقع بوكس ريك (الإنجليزية) (registration required)
- فيليب واروينج على موقع أوليمبيديا (الإنجليزية)
- فيليب واروينج على موقع اتحاد ألعاب الكومنولث (مؤرشف) (الإنجليزية)